# Diplacus rattanii
Diplacus rattanii är en gyckelblomsväxtart som först beskrevs av Asa Gray, och fick sitt nu gällande namn av Guy L. Nesom. Diplacus rattanii ingår i släktet Diplacus och familjen gyckelblomsväxter. Inga underarter finns listade i Catalogue of Life.